# 东长安街
39°54′24″N 116°24′08″E / 39.906605°N 116.402310°E

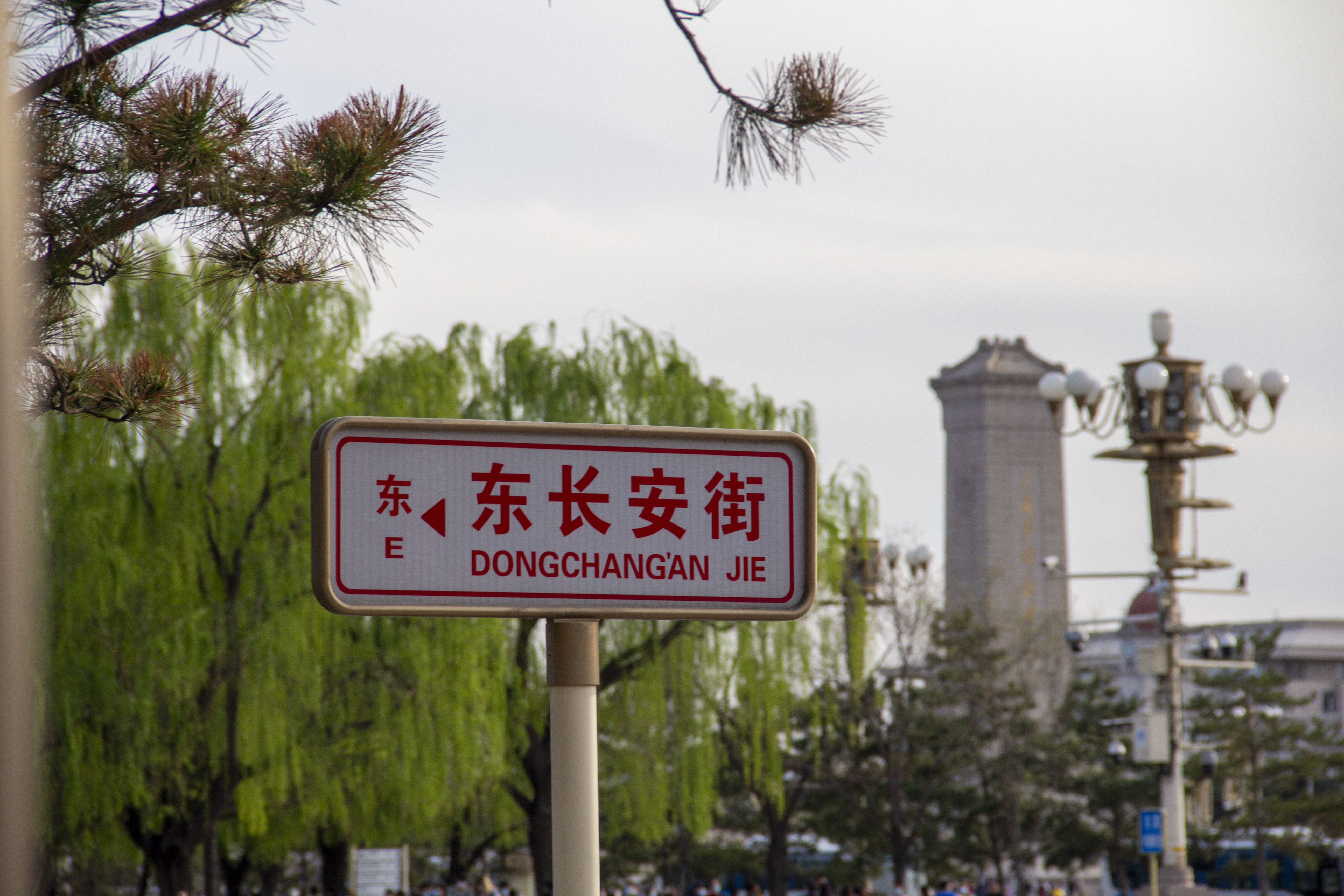
东长安街 街牌

东长安街是位于中国北京市东城区西部的一条街。为长安街的组成部分之一。

## 简介
东长安街东起建国门内大街西端的东单路口，西到广场东侧路，因位于东长安门外而得名。元朝，今东长安街的所在处是元大都南城墙。明朝永乐十七年（1419年）扩建北京城，南城墙向南迁至今崇文门、正阳门、宣武门一线。
天安门，明朝称“承天门”。清朝顺治八年（1650年）重修之后，改称“天安门”。天安门东侧为太庙。明朝永乐年间修建北京的宫殿及城池时，太庙南侧建有长安左门，东长安街便是指长安左门向东至东单牌楼的路段。因为东长安街在长安左门以东，故又称“东长安门外大街”。长安左门之东，清朝建有三座门，称“东三座门”，门外的下马碑上以汉文、满文、蒙古文、藏文四种文字书写“文武官员至此下马”。后来，又在三座门以东兴建了一座牌楼，上书“东长安街”，俗称东长安街牌楼。
中华民国时期，东、西长安街仅有7米宽的石板路。中华人民共和国成立后，由于上述长安左门、三座门与东长安街牌楼将东长安街分隔成几段，阻碍交通，1959年为迎接中华人民共和国国庆十周年，将门拆除，道路拓宽至50到80米。
明清以来，东长安街两旁一直设有不少国家机关，明朝设有翰林院、銮驾库、兵部、工部、宗人府等等。清朝还设有裕亲王府、詹事府、理藩院、昭忠祠、化成寺等等。中华民国时期，设有北京饭店（位于原理藩院旧址处）、电报总局、京汉铁路局等等。

## 建筑物
| 东长安街南侧  | 东长安街南侧                                  | 东长安街南侧      | ↑ 西 东 长 安 街 东 ↓ | 东长安街北侧 | 东长安街北侧                               | 东长安街北侧 |
| 门牌号        | 建筑物、场所或单位                            | 图片              | ↑ 西 东 长 安 街 东 ↓ | 图片         | 建筑物、场所或单位                         | 门牌号       |
| ------------- | --------------------------------------------- | ----------------- | --------------------- | ------------ | ------------------------------------------ | ------------ |
| 广场东侧路    | 广场东侧路                                    | 广场东侧路        | ↑ 西 东 长 安 街 东 ↓ |              | 太庙 （北京市劳动人民文化宫）              |              |
| 16号          | 中国国家博物馆                                |                   | ↑ 西 东 长 安 街 东 ↓ |              | 太庙 （北京市劳动人民文化宫）              |              |
| 14号          | 中华人民共和国公安部 中华人民共和国国家安全部 |                   | ↑ 西 东 长 安 街 东 ↓ | 南池子大街   | 南池子大街                                 | 南池子大街   |
| 14号          | 中华人民共和国公安部 中华人民共和国国家安全部 | 皇城墙 菖蒲河公园 | ↑ 西 东 长 安 街 东 ↓ |              |                                            |              |
| 正义路        | 正义路                                        | 正义路            | ↑ 西 东 长 安 街 东 ↓ | 南河沿大街   | 南河沿大街                                 | 南河沿大街   |
| 12号          | 中华人民共和国生态环境部                      |                   | ↑ 西 东 长 安 街 东 ↓ |              | 北京贵宾楼饭店                             | 35号         |
| 10号          | 长安俱乐部                                    |                   | ↑ 西 东 长 安 街 东 ↓ |              | 北京饭店                                   | 33号         |
| 6号           | 国家移民管理局 （中华人民共和国出入境管理局） |                   | ↑ 西 东 长 安 街 东 ↓ |              | 北京饭店                                   | 33号         |
| 台基厂大街    | 台基厂大街                                    | 台基厂大街        | ↑ 西 东 长 安 街 东 ↓ | 王府井大街   | 王府井大街                                 | 王府井大街   |
| 2号           | 中华人民共和国商务部                          |                   | ↑ 西 东 长 安 街 东 ↓ |              | 东方广场 （东方新天地 北京东方君悦大酒店） | 1号          |
| 大华路        |                                               |                   | ↑ 西 东 长 安 街 东 ↓ |              | 东方广场 （东方新天地 北京东方君悦大酒店） | 1号          |
| （大华路2号） | 华诚大厦                                      |                   | ↑ 西 东 长 安 街 东 ↓ |              | 东方广场 （东方新天地 北京东方君悦大酒店） | 1号          |
|               | 东单体育中心                                  |                   | ↑ 西 东 长 安 街 东 ↓ |              | 东方广场 （东方新天地 北京东方君悦大酒店） | 1号          |
| 崇文门内大街  | 崇文门内大街                                  | 崇文门内大街      | ↑ 西 东 长 安 街 东 ↓ | 东单北大街   | 东单北大街                                 | 东单北大街   |

## 东长安街牌楼

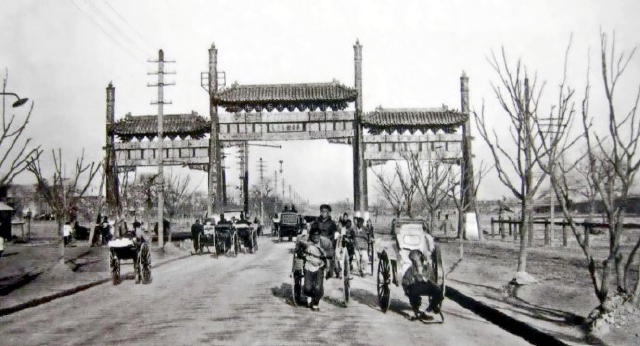
1906年东长安街牌楼

东长安街牌楼原址位于今王府井大街南口外西侧，即北京饭店旧楼前面，横跨东长安街。与西长安街牌楼东西相向，构造相同，均为木结构，三间四柱三楼式。立柱均为通天柱（冲天柱），每根立柱两侧均加有戗柱。两牌楼分别嵌有 “长安街”匾额。
中华人民共和国成立后，1954年8月13日北京市政府致函文化部称：“东、西长安街牌楼地当冲要，于交通颇有妨碍，自东长安街路南建设大楼后，牌楼位置亦不相称。现拟将此两座牌楼全部拆卸，移建于陶然亭公园内……”1954年8月18日北京市政府决定拆除东、西长安街牌楼。同月21日，东、西长安街牌楼同时动工拆卸，25日拆除完毕。拆下的构件运到陶然亭公园北门内分类保存，其木构件逐一编号并登记造册，瓦件保存完好。1955年，这两座牌楼在陶然亭公园内按原样重新组建。两座牌楼的迁建获得了周恩来的关照。
文革期间的1971年，江青到陶然亭公园视察。同年9月，在江青指令下，以“牌楼是压在人民头上的三座大山”为由，将这两座牌楼拆除。
2011年，陶然亭公园重新建起了这两座牌楼。因为原有构件已全部散失，故此次为全部新建，外观仿照了原牌楼的形制。